# Petteri Nummelin
Petteri Timo Nummelin (* 25. November 1972 in Turku) ist ein ehemaliger finnischer Eishockeyspieler und derzeitiger -trainer. Seine von häufigen Wechseln geprägte aktive Karriere verbrachte der Verteidiger zum Großteil in der Schweiz beim HC Davos sowie beim HC Lugano und in seiner finnischen Heimat, wobei er die Meisterschaft beider Länder feiern konnte. Ferner lief er jeweils kurzzeitig in der National Hockey League (NHL) auf, für die Columbus Blue Jackets und die Minnesota Wild. Mit der finnischen Nationalmannschaft nahm er an zahlreichen internationalen Turnieren teil, wobei die Goldmedaille bei der Weltmeisterschaft 1995 sowie die Silbermedaille bei den Olympischen Winterspielen 2006 zu seinen größten Erfolgen gehören. Im Jahre 2024 wählte man ihn in die IIHF Hall of Fame.

## Karriere
Petteri Nummelin begann seine Karriere 1989 in seiner Heimatstadt Turku bei TPS in der A-Jugend. Im Jahr 1990 startete er seine Profikarriere bei Kiekko-67 Turku. Nachdem er dort und bei den Pelicans Lahti einige Saisons gespielt hatte, wechselte er 1995 in die schwedische Elitserien zu Västra Frölunda. 1997 spielte er in der Schweiz für den HC Davos. Erst beim NHL Entry Draft 2000 wurde der inzwischen 27-jährige Nummelin als 133. von den Columbus Blue Jackets gedraftet. Diese holten ihn zur Saison 2000/01 in die National Hockey League, doch nach einer Saison verließ er die NHL und wechselte zum HC Lugano. Mit Lugano gewann er zweimal den Schweizer Meistertitel und einige Auszeichnungen z. B. als MVP der NLA.
Nach seinem zweiten Schweizer Meistertitel mit dem HC Lugano wechselt er, trotz weiterlaufenden Vertrages für zwei weitere Jahre (bis 2008), für zwei Jahre in die NHL zu den Minnesota Wild. Ab der Saison 2008/09 spielte er wieder beim HC Lugano, da er einen Dreijahresvertrag mit Option auf zwei weitere Jahre unterschrieben hatte. Im Herbst 2012 wurde Nummelin für insgesamt acht Spiele an seinen Stammverein TPS ausgeliehen. Im März 2013 hatte Nummelin zunächst vor, seine Karriere nach 568 NLA-Partien (und 624 Scorerpunkten) zu beenden, entschied sich dann aber für eine Fortsetzung seiner Karriere bei Lukko Rauma.
Ab Mai 2014 stand er wieder bei seinem Heimatverein TPS unter Vertrag und agierte dort bis 2016 als Assistenz- bzw. Mannschaftskapitän. Im Jahre 2024 wählte man ihn in die IIHF Hall of Fame.

### International
Für Finnland nahm Nummelin an der U20-Junioren-Weltmeisterschaft 1992 sowie den A-Weltmeisterschaften 1995 bis 2007 teil. Des Weiteren stand er im Aufgebot Finnlands bei den Olympischen Winterspielen 2006 in Turin. In seiner Karriere hat Nummelin über 250 Spiele für die Nationalmannschaft bestritten.

## Erfolge und Auszeichnungen
| - 1993 Finnischer Meister mit TPS Turku - 1993 SM-liiga-Spieler des Monats November - 1993 Europapokal-Gewinn mit TPS Turku - 1994 Finnischer Vizemeister mit TPS Turku - 1994 Bester Verteidiger der SM-liiga - 1995 Finnischer Meister mit TPS Turku - 1999 Spengler Cup All-Star-Team | - 2003 Schweizer Meister mit dem HC Lugano - 2003 Wertvollster Spieler der Nationalliga A - 2003 PostFinance Top Scorer - 2003 Bester Vorlagengeber in der Nationalliga A - 2004 Topscorer der Nationalliga-A-Playoffs - 2006 Schweizer Meister mit dem HC Lugano |

### International
| - 1995 Goldmedaille bei der Weltmeisterschaft - 1998 Silbermedaille bei der Weltmeisterschaft - 1999 Silbermedaille bei der Weltmeisterschaft - 1999 Bester Verteidiger beim Karjala Cup - 1999 Karjala Cup All-Star-Team - 2000 Bronzemedaille bei der Weltmeisterschaft - 2000 Bester Verteidiger der Weltmeisterschaft - 2000 Bester Finnischer Spieler der Weltmeisterschaft - 2000 All-Star-Team der Weltmeisterschaft - 2001 Silbermedaille bei der Weltmeisterschaft | - 2001 All-Star-Team der Weltmeisterschaft - 2006 Silbermedaille bei den Olympischen Winterspielen - 2006 Bronzemedaille bei der Weltmeisterschaft - 2006 All-Star-Team der Weltmeisterschaft - 2007 Silbermedaille bei der Weltmeisterschaft - 2007 All-Star-Team der Weltmeisterschaft - 2010 Bester Verteidiger der Weltmeisterschaft - 2010 All-Star-Team der Weltmeisterschaft - 2024 Aufnahme in die IIHF Hall of Fame |

## Karrierestatistik

### International
Vertrat Finnland bei:
| - U18-Junioren-Europameisterschaft 1990 - U20-Junioren-Weltmeisterschaft 1992 - Weltmeisterschaft 1995 - Weltmeisterschaft 1996 - Weltmeisterschaft 1997 - Weltmeisterschaft 1998 | - Weltmeisterschaft 1999 - Weltmeisterschaft 2000 - Weltmeisterschaft 2001 - Weltmeisterschaft 2002 - Weltmeisterschaft 2003 - Weltmeisterschaft 2004 | - Weltmeisterschaft 2005 - Olympischen Winterspielen 2006 - Weltmeisterschaft 2006 - Weltmeisterschaft 2007 - Weltmeisterschaft 2009 - Weltmeisterschaft 2010 |

(Legende zur Spielerstatistik: Sp oder GP = absolvierte Spiele; T oder G = erzielte Tore; V oder A = erzielte Assists; Pkt oder Pts = erzielte Scorerpunkte; SM oder PIM = erhaltene Strafminuten; +/− = Plus/Minus-Bilanz; PP = erzielte Überzahltore; SH = erzielte Unterzahltore; GW = erzielte Siegtore; 1 Play-downs/Relegation; Kursiv: Statistik nicht vollständig)